# Leonor Andrade

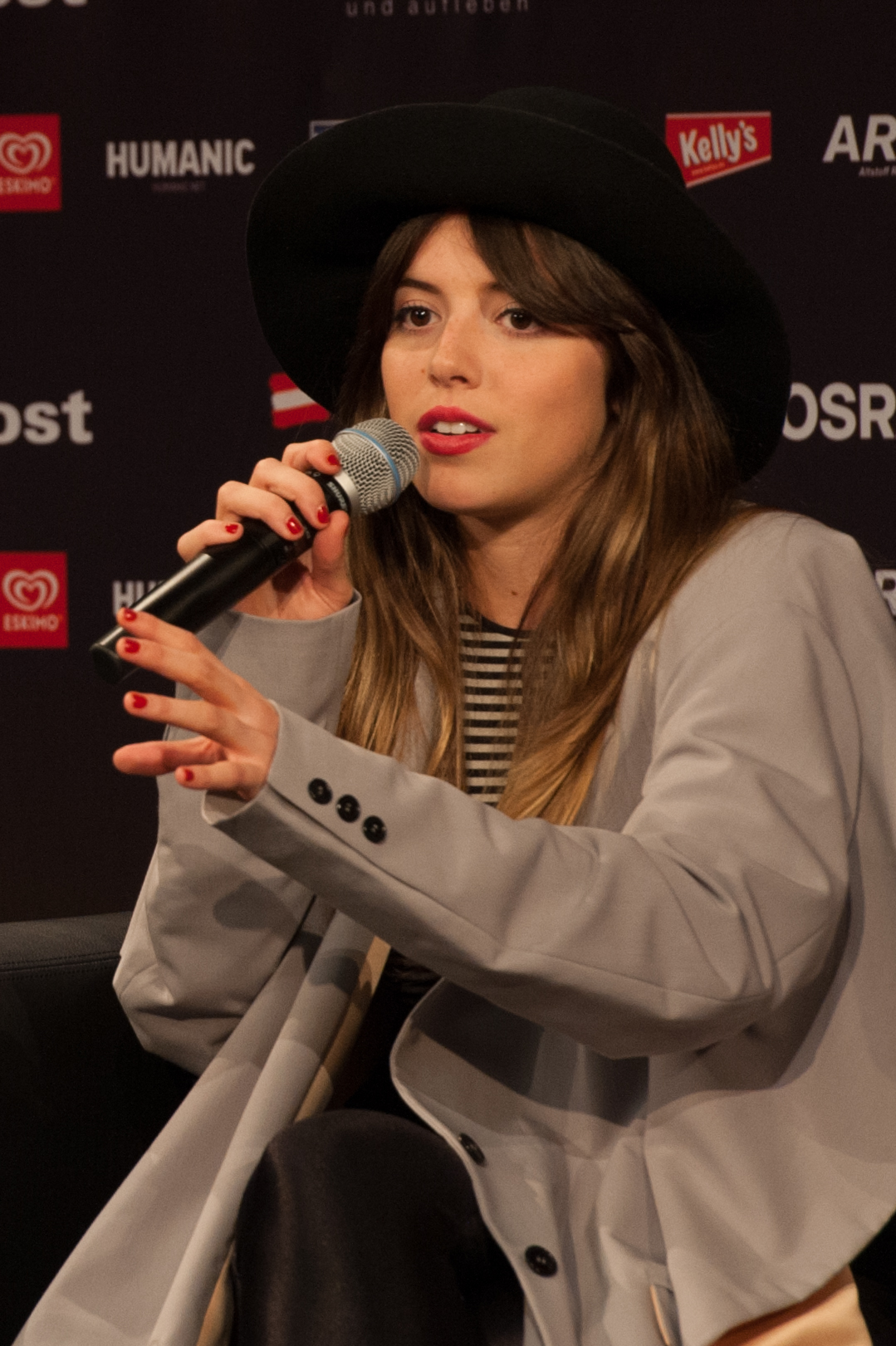
Leonor Andrade (2015)

Leonor Margarida Coelho Andrade (* 13. September 1994 in Palmela), auch bekannt als Ella Nor, ist eine portugiesische Sängerin und Schauspielerin. Sie vertrat Portugal beim Eurovision Song Contest 2015 in Wien.

## Leben
Andrade stammt aus der Freguesia Quinta do Anjo innerhalb der Gemeinde Palmela, südlich von Lissabon. Mit vier Jahren nahm sie erstmals Klavierstunden. Später trat sie der Band ihres Bruders bei, als diese eine Sängerin brauchte. Sie besuchte zudem insgesamt zehn Jahre lang eine Musikschule.
2014 nahm sie an der zweiten Staffel von A Voz de Portugal, der portugiesischen Version von The Voice, teil und erreichte die 13. Show. Danach wurde sie Teil des Casts der RTP1-Telenovela Àgua de mar, wo sie die Rolle der Joana Luz spielte.
Am 19. Februar wurde bekanntgegeben, dass Andrade einer von zwölf Kandidaten beim 48. Festival da Canção sei. Mit dem Beitrag Há um mar que nos separa (deutsch: Es gibt ein Meer, das uns trennt) erreichte sie das Finale des Festivals am 7. März 2015 und gewann das dortige Superfinale der besten drei. Beim Eurovision Song Contest in Wien konnte sie sich nach ihrer Teilnahme beim zweiten Halbfinale dann nicht mehr fürs Finale qualifizieren. Sie belegte dort Platz 14 von 17.